# Nugaal (Fluss)
Der Nugaal oder Nogal ist ein saisonal wasserführender Fluss im Nordosten Somalias (bzw. Somaliland und Puntland), der in den Indischen Ozean mündet.

## Verlauf
Der Nugaal entspringt in der Region Sool und durchquert dann in west-östlicher Richtung die nach ihm benannte Region Nugaal, wo er bei Eyl in den Ozean mündet. Er wird von zahlreichen kleineren Wasserläufen gespeist und füllt sich jeweils für kurze Zeit nach den Gu-Regenfällen von April bis Juni.

## Nugaaleed-Tal
Das Einzugsgebiet des Nugaal wird Nugaal- oder auch Nugaaleed-Tal (Somali: Dooxo Nugaaleed) genannt. Neben dem Nugaal fließt der Dheere als zweiter größerer Fluss durch das Tal. In der Trockenzeit bleiben in den Flussbetten einige ganzjährig bestehende Wasserstellen, die von den mehrheitlich nomadisch lebenden Bewohnern der Region aufgesucht werden. Beidseits des Tales erheben sich hohe Plateaus.
Es findet sich in der Literatur sehr häufig die Angabe mit der Größe des Togdheer/Nugaal Beckens mit 112.000 km². Dies bezieht sich allerdings auf das gesamte Becken mit den Flüssen Dhuudo und Tuddi, die nicht über den Nugaal abfließen.
Das Nugaal-Tal gehört auch zu den Gebieten Somalias, in denen Erdölvorkommen vermutet werden.